# Christopher Zeller
Christopher Zeller (Munique, 14 de setembro de 1984) é um jogador de hóquei sobre a grama alemão que já atuou pela seleção de seu país. É irmão do também jogador Philipp Zeller.

## Carreira

### Olimpíadas de 2004
Nas Olimpíadas de 2004, realizada em Atenas, Christopher Zeller e seus companheiros de equipe levaram a seleção alemã à conquista da medalha de bronze. Após terminar em segundo lugar do grupo na primeira fase do torneio, a Alemanha enfrentou a seleção neerlandesa na semifinal, quando foi derrotada por 3 a 2. Na disputa do terceiro lugar, Christopher Zeller ajudou seu time a ganhar de 4 a 3 da Espanha, ficando assim com o bronze.

### Olimpíadas de 2008
Nos Jogos de Pequim de 2008, Christopher e seus companheiros de equipe levaram a seleção alemã ao título do torneio olímpico. Após terminar a fase de grupos na segunda colocação, a Alemanha venceu os Países Baixos na semifinal pelo placar de 4 a 3. A grande final, disputada em 23 de agosto daquele ano, terminou com a vitória de 1 a 0 da Alemanha sobre a Espanha, dando a medalha de ouro para Zeller, que marcou o único gol da partida decisiva, aos 16 minutos de jogo.

### Olimpíadas de 2012
Christopher Zeller conquistou uma medalha de ouro nas Olimpíadas de Londres de 2012. A Alemanha terminou a fase inicial do torneio olímpico em segundo lugar do seu grupo, atrás dos Países Baixos. Na semifinal os alemães derrotaram a Austrália por 4 a 2, e na grande final enfrentaram os neerlandeses. Christopher ajudou sua equipe na vitória por 2 a 1 sobre a seleção dos Países Baixos, conquistando assim o ouro.